# Marco Pannella
Giacinto Pannella, más conocido como Marco Pannella (Téramo, 2 de mayo de 1930 – Roma, 19 de mayo de 2016), fue un político y periodista italiano, destacado dirigente del Partido Radical Italiano y figura clave en la defensa de los derechos civiles en su país. Fue diputado y eurodiputado, así como líder del Partido Radical Transnacional.

## Biografía
Pannella comenzó su activismo político durante su juventud. A los 20 años representaba al Partido Liberal Italiano en el ámbito universitario y participaba en la asociación estudiantil Unione Goliardica Italiana. En 1955 fue uno de los fundadores del Partido Radical, organización surgida como escisión del Partido Liberal, con una línea más laica y progresista.
Entre 1960 y 1963 residió en París, donde trabajó como corresponsal del periódico italiano Il Giorno. Fue discípulo de los federalistas europeos Altiero Spinelli y Ernesto Rossi, y promovió activamente la integración europea desde una perspectiva federalista.
En 1976 fue elegido diputado en el Parlamento de Italia, cargo que renovó en varias legislaturas consecutivas (1979, 1983 y 1987). También ejerció como eurodiputado en el Parlamento Europeo, donde defendió causas como la legalización de las drogas, la objeción de conciencia, la eutanasia y los derechos de las personas LGBT.
En 2005 cofundó, junto a otros dirigentes europeos, la iniciativa Medbridge, destinada a promover el diálogo entre Europa y el mundo árabe.
Murió en Roma el 19 de mayo de 2016, a los 86 años, tras una larga enfermedad.